# Manitou Springs
Manitou Springs és una població dels Estats Units a l'Estat de Colorado. Segons el cens del 2000 tenia 4.980 habitants.

## Demografia
Segons el cens del 2000, Manitou Springs tenia 4.980 habitants, 2.452 habitatges, i 1.255 famílies. La densitat de població era de 634,6 habitants per km².
Dels 2.452 habitatges en un 22% hi vivien nens de menys de 18 anys, en un 40,2% hi vivien parelles casades, en un 8,2% dones solteres, i en un 48,8% no eren unitats familiars. En el 38,2% dels habitatges hi vivien persones soles el 7,3% de les quals corresponia a persones de 65 anys o més que vivien soles. El nombre mitjà de persones vivint en cada habitatge era de 2,03 i el nombre mitjà de persones que vivien en cada família era de 2,73.
Per edats la població es repartia de la  manera següent: un 18,6% tenia menys de 18 anys, un 7,2% entre 18 i 24, un 31,6% entre 25 i 44, un 32,2% de 45 a 60, i un 10,3% 65 anys o més.
L'edat mitjana era de 41 anys. Per cada 100 dones de 18 o més anys hi havia 92,5 homes.
La renda mitjana per habitatge era de 40.514 $ i la renda mitjana per família de 57.260 $. Els homes tenien una renda mitjana de 39.102 $ mentre que les dones 24.286 $. La renda per capita de la població era de 24.492 $. Entorn del 4,7% de les famílies i el 7,9% de la població estaven per davall del llindar de pobresa.

## Poblacions més properes
El diagrama següent mostra les poblacions més properes.